# Пиво Німеччини

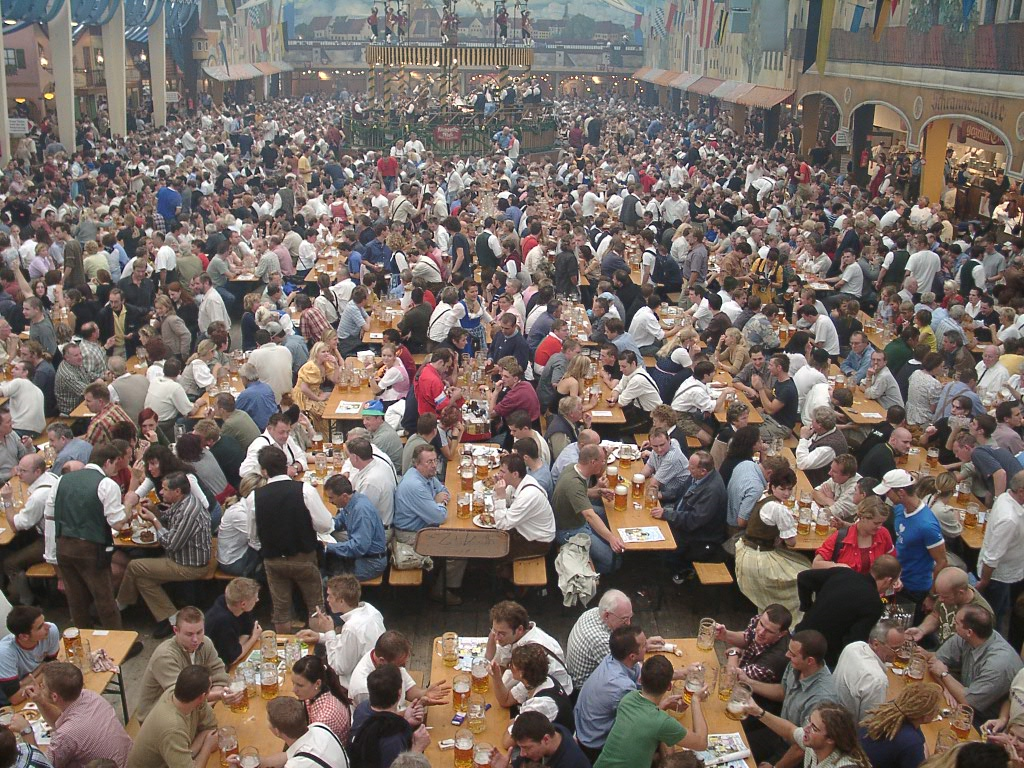
Пивний шатер на мюнхенському Октоберфесті.

Пиво Німеччини — сукупність сортів і торговельних марок пива, що виробляються на території Німеччини та/або традиційно притаманні цій країні або її окремим регіонам. У ширшому культурологічному сенсі поняття також охоплює сукупність культурних, соціальних та мистецьких традицій, безпосередньо пов'язаних з виробництвом і споживанням пива на території країни.
Німеччина традиційно є одним зі світових лідерів як за обсягами виробництва пива, так й за рівнем його споживання. На теренах країни налічується близько 1300 пивоварних підприємств, які випускають широкий асортимент традиційних для Німеччини видів цього напою. Протягом останніх років обсяги споживання пива на одного мешканця країни поступово зменшуються, втім за цим показником (понад 110 літрів на одну особу на рік) Німеччина продовжує утримувати третє місце у світі, поступаючись лише Чехії та Ірландії, в яких споживання пива становить 159 та 131 літр відповідно.
Протягом сторіч пиво відігравало важливу роль у німецькій культурі — від язичницьких ритуалів германських племен до сучасної культури пивних садків та щорічних регіональних пивних фестивалів, найвідоміший з яких, Октоберфест, наразі є візитівкою та найбільшою туристичною принадою Мюнхена.

## Історія

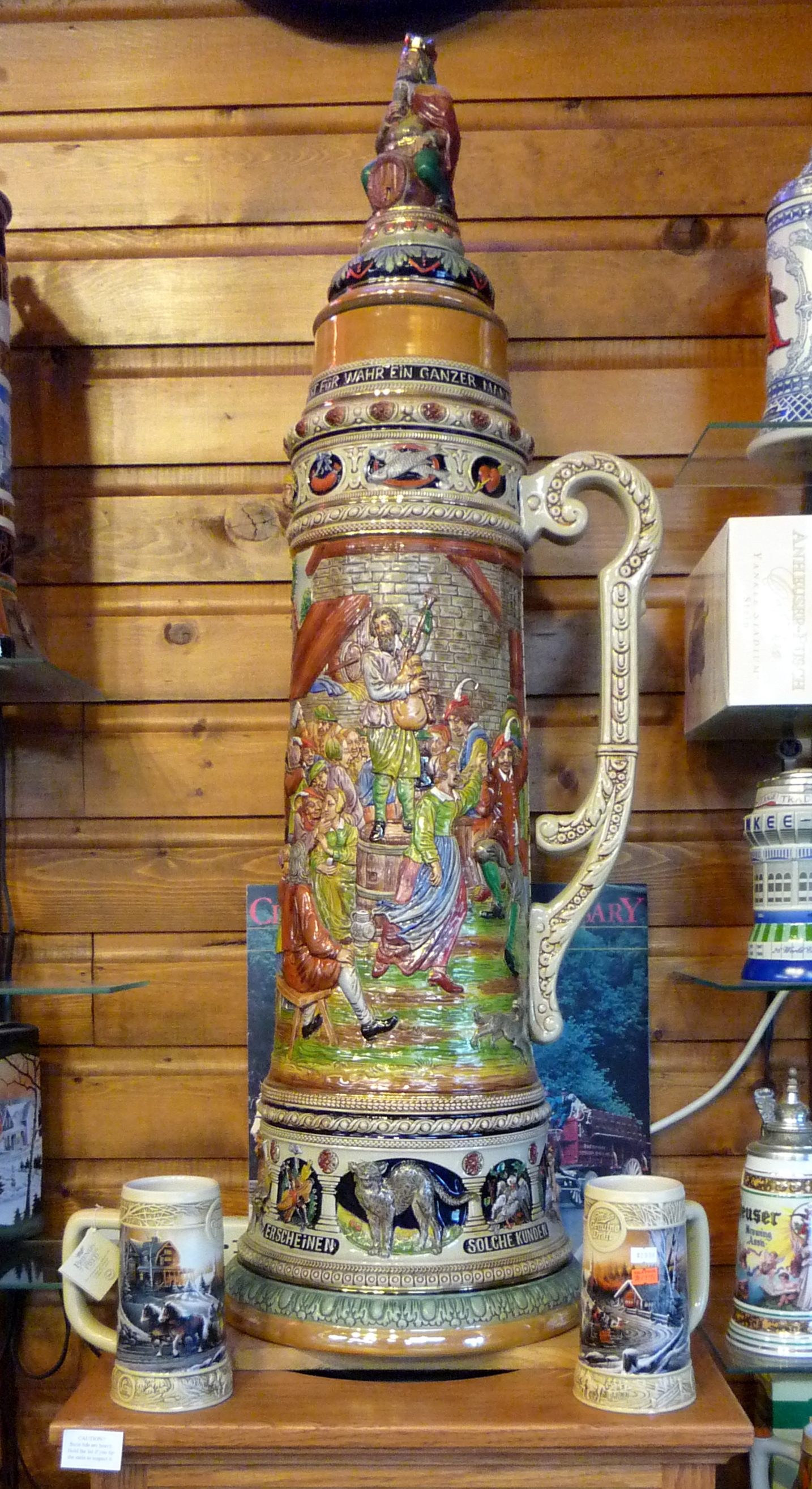
Гігантський німецький пивний кухоль.

Перші свідчення про пиво на землях сьогоднішньої Німеччини походять з баварського міста Гайзенфельда. У хроніках згадується, що в 736 році у Гайзенфельді виготовляли ферментований напій на основі ячменю. За історичними документами, в 766 році відбулася найдавніша відома поставка пива з Гайзінгена до монастиря Санкт-Галлен у Швейцарії. У 974 році імператор Отто II вперше надав офіційний дозвіл варити пиво церкві в місті Льєжі (Бельгія).
У Німеччині, як і в багатьох країнах Європи, пивоварінням займалися насамперед чернечі ордени, що досі можна помітити за деякими пивними марками, такими як Paulaner, Franziskaner, Augustiner, Weihenstephan чи Andechs.
Вважається, що пиво в Німеччині було винайдене в Баварії, проте дуже швидко воно поширилося на всі німецькі землі. Німці першими запровадили закон, який гарантував чистоту і якість пива.
У 1156 році імператор Фрідріх Барбаросса видав указ, за яким броварні, що виробляли неякісне пиво, мали каратися штрафами.
У 1348 році Ваймарський едикт приписував кожному бровареві використовувати для виробництва пива лише солод і хміль. Саме в цей час в місті Айнбек з'являються перші сорти пива бок-бір.
У Тюрингії в 1434 році було прийнято закон (Wirtshausgesetz), за яким єдиними дозволеними інгредієнтами для пива були вода, ячмінь і хміль. Декрети, прийняті в містах Ратісбонн (1453) та Ландсгут (1493) забороняють використання будь-яких ароматичних речовин у пиві за винятком хмелю.
Так само і в Мюнхені з 1447 року броварям дозволялося використовувати для виробництва пива лише воду, ячмінь і хміль. З 1487 року було затверджено стандарти щодо продажу та складу пива.

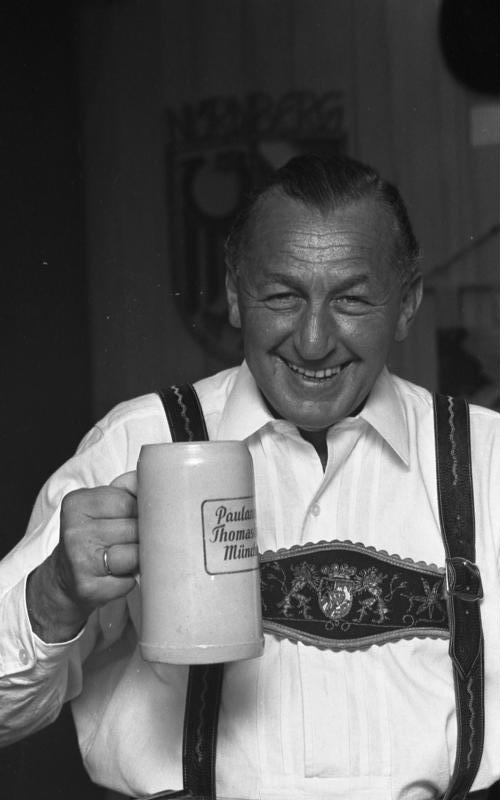
Німецьке Prost !

23 квітня 1516 року в Інгольштадті графом Вільгельмом IV Баварським було прийнято Баварський райнгайтсґебот (нім. Bayerische Reinheitsgebot), тобто едикт про чистоту пива, в якому ще раз згадуються три класичні компоненти, а щодо використання інших злаків приписане верхове бродіння. Дріжджі було винайдено пізніше, й вони також були дозволені для пивоваріння.
У XVI столітті в Баварії поширилося пшеничне пиво, рецепт якого був запозичений з Богемії. У 1520 році привілей на варіння пшеничного пива мав лише один бровар, а в 1567 році цей сорт пива був заборонений, оскільки швидко псувався, а борошно було необхідне для випічки хліба. Заборону на пшеничне пиво було знято в 1602 році.
У 1839 році баварський бровар Ґабрієль Зедлмайр у своїй броварні Шпатен (Spaten) запровадив нові технології приготування пива (використання пари, пастеризація, охолоджування, підігрівання). Він також займався розробкою нових світлих сортів.
З 1842 року з Богемії було запозичено рецептуру сорту пільзнер, це пиво швидко здобуло велику популярність й утримує її до сьогодні.
З 1906 року Райнгайтсґебот (едикт про чистоту пива) було поширено на всю територію Німеччини. Райнгайтсґебот став складовою Закону про оподаткування пива.
Нова редакція цього закону від 9 липня 1923 року (підтверджений в 1952 році) в § 9 пункті 1 повторює приписи Райнгайтсґеботу щодо інгредієнтів, а також дозволяє використання дріжджів. Для напоїв з інших злаків приписується верхове бродіння, дозволяється також додавання цукру та барвників.
Після судового позову німецьких броварів у 1984 році, Європейський Союз указом від 12 березня 1987 року постановив, що заборона поширення напоїв під назвою «пиво», які не відповідають райнгайтсґеботу, суперечить вільному поширенню товарів.
Після нової редакції Закону про оподаткування пива (нім. Biersteuergesezt) 1993 року приписи райнгайтсґеботу стосуються лише пива виробленого в Німеччині для німецького ринку.
Райнгайтсґебот є найдавнішим діючим законодавчим актом про якість харчових продуків.
Низка регіонів добилася від Європейського Союзу прийняття акту щодо захисту місцевих марок та їхньої якості, йдеться про такі німецькі марки як:

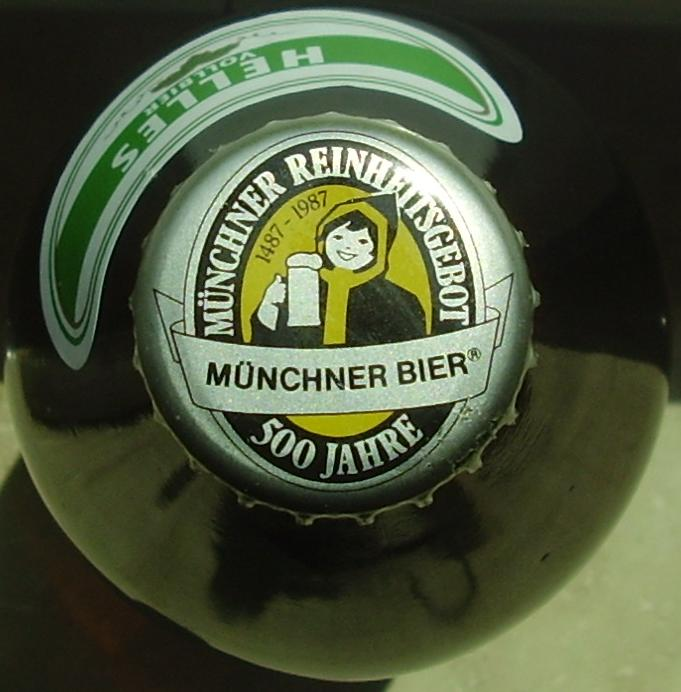
Позначка про Райнгайтсґебот на кришці мюнхенського пива

- Bayerisches Bier
- Hofer Bier
- Kulmbacher Bier
- Bremer Bier
- Dortmunder Bier
- Kölsch
- Mainfranken Bier
- Wernesgrüner Bier
- Gögginger Bier
- Reuther Bier
- Rieser Weizenbier

## Сорти німецького пива

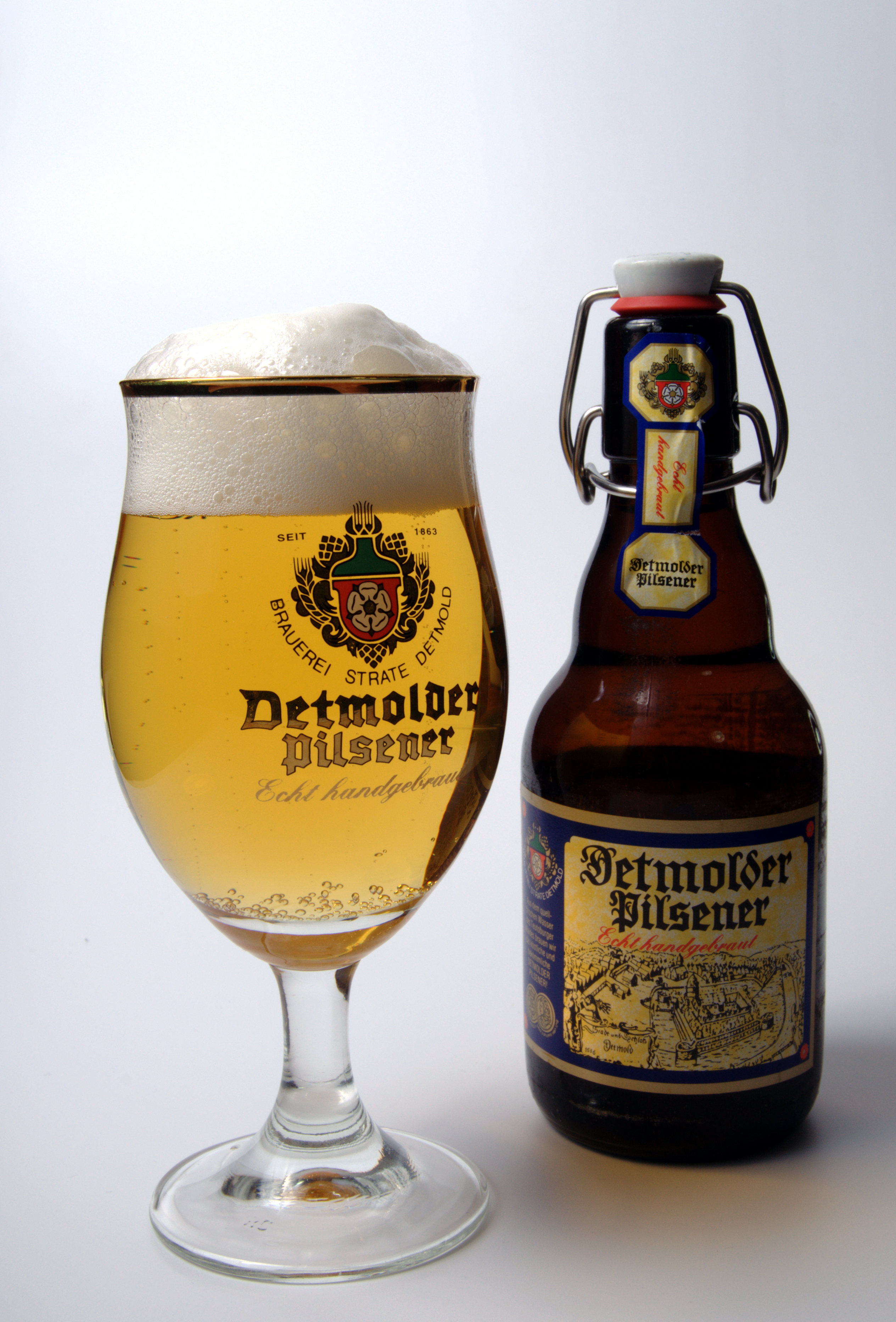
Пільзнер, найпопулярніший у Німеччині сорт пива, від однієї з малих броварень країни.

Протягом сторіч асортимент німецького пива був надзвичайно широким, практично в кожному місті країни варилося пиво власного, відмінного від інших, сорту. В одній з перших книг про пивоваріння у Німеччині, написаній Генрихом Кнаустом 1614 року, було перелічено понад 120 оригінальних сортів пива, що варилися на теренах країни. Однак з часом різноманіття пивних стилів суттєво зменшилося, хоча й донині за кількістю власних традиційних сортів пива Німеччина лишається одним зі світових лідерів. Деякі з них отримали загальнонаціональне та навіть міжнародне визнання, інші лишаються «родзинкою» самобутньої кухні окремого міста чи регіону.
Перші сорти німецького пива відносилися до пива верхового бродіння (елів), з розвитком пивоварних технологій все більшого розповсюдження набували сорти пива низового бродіння (лагери), до яких відноситься левова частка сучасних німецьких пивних стилів.

### Пільзнер
За іронією, найпопулярнішим за обсягами виробництва та продажів сортом пива у сучасній Німеччині, країні із самобутною пивоварною культурою та широким асортиментом власних традиційних пивних стилів, є пільзнер, різновид пива, що виник у середині XIX сторіччя у Богемії у Чехії). На цей сорт пива, назва якого буквально перекладається з німецької як «пльзенське» і який носить у Німеччині маркетингові назви Pilsener, Pilsner або Pils, припадає дві третини обсягів виробництва сучасних німецьких броварень.
Пільзнер являє собою світле прозоре пиво низового бродіння з золотавим кольором та характерною гіркотою, яка досгається використанням при його виробництві спеціального жатецького хмелю. Пільзнери входять до асортименту усіх великих пивоварних компаній Німеччини та більшості малих броварень країни. Вміст алкоголю у пільзнерах зазвичай знаходиться у діапазоні від 4,5 до 5,0%.

### Інші ячмінні лагери
- Геллес (нім. Helles) — базовий сорт німецького світлого пива з вмістом алкоголю від 4,0 до 4,5%. Має золотавий колір, відрізняється від пільзнера м'якішим смаком за рахунок використання німецьких сортів хмелю, що характеризуються меншою гіркотою, ніж жатецький хміль, з якого варяться пільзнери.
- Експорт (нім. Export), також широко відоме як Дортмундер (нім. Dortmunder, тобто «дортмундське»), — світлі лагери, виробництво яких відповідає броварним традиціям Дортмунда. Відмінність від інших подібних сортів полягає у дещо збільшеному вмісті алкоголю (5,0—5,5%) та характерній сухості смаку, пов'язаній з високою мінералізацією води дортмундського регіону.
- Мерцен (нім. Märzen, букв. «березневе») — «сезонне» пиво з насиченим смаком, виробництво якого традиційно відбувалося у березні. Характеризується підвищеним вмістом алкоголю (5,5—6,5%) та гіркотою, пов'язаною з використанням більших, порівняно з іншими сортами, обсягів хмелю. Обидві особливості викликані необхідністю тривалого зберігання цього напою, який історично мав не псуватися до кінця вересня, коли дозволялося розпочинати новий пивоварний сезон.
- Бок (нім. Bock) — особливо густе пиво з підвищеним вмістом алкоголю (6,5—7,5%) та насиченим солодовим смаком. Колір — від мідного до темно-червоного. Сорт виник у XIV сторіччі у ганзійському місті Айнбеку, наразі популярний в усіх регіонах країни, однак насамперед у Баварії. Має декілька підвидів (Maibock, Doppelbock, Eisbock), вміст алкоголю у деяких з них сягає 13%.
- Дункель (нім. Dunkel, букв. «темне») — німецькомовна назва темного пива, темно-коричневий колір якого досягається використанням обсмаженого солоду. Вміст алкоголю — зазвичай від 4,5 до 6,0%. Класичний дункель походить з Мюнхена та вариться із застосуванням солоду місцевого виробництва. До середини XIX сторіччя саме темне пиво було у Німеччині найбільш розповсюдженим.
- Чорне пиво (нім. Schwarzbier) — особливо темне пиво низового бродіння. Практично чорного кольору, який досягається використанням добре обсмаженого солоду. Має вміст алкоголю від 4,5 до 5,0%. М'якіше на смак за подібні британські сорти (стаути). Історично походить зі східної Німеччини (федеральні землі Тюрингія та Саксонія).

### Пиво верхового бродіння (елі)

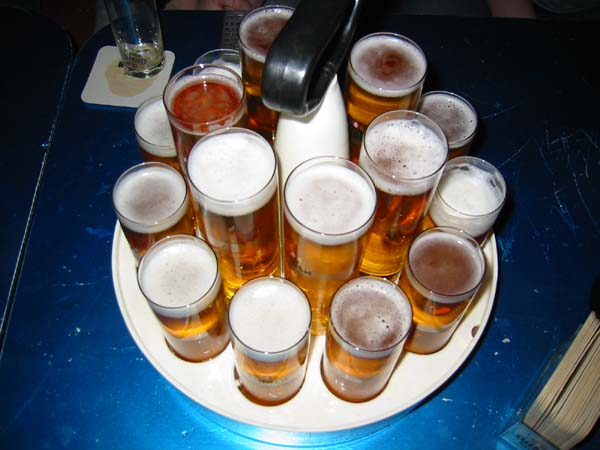
Келихи з кельшем.

Незважаючи на домінування сортів низового бродіння (лагерів) на ринку пива Німеччини, у деяких регіонах країни високою популярністю продовжують користуватися історично традиційніші елі. Насамперед мова йде про західну частину країни, де найпопулярнішими локальними сортами двох найбільших міст федеральної землі Північна Рейн-Вестфалія є саме пиво верхового бродіння:
- Кельш (нім. Kölsch, букв. «кельнське») — традиційне пиво міста Кельна, ель, що характеризується відчутною хмільовою гіркотою, яка, втім, є зазвичай м'якшою ніж у пільзнерів. Використання дуже світлого солоду та місцевих сортів хмелю надають напою м'який смак при досить стандартному для нього вмісті алкоголю на рівні 4,5—5,0%. Для споживання кельшів використовуються спеціальні келихи правильної циліндричної форми, причому класичним вважається розмір такого келиху усього у 200 мл.
- Альт (нім. Alt, букв. «старе») — традиційне пиво міста Дюссельдорфа. Зазвичай напівтемне пиво з вмістом алкоголю на рівні 4,5—5,0%. Назва відображає належність сорту до елів, тобто пива, виробленого за «старою» технологією верхового бродіння. При виробництві альту використовують більше солоду, ніж для більшості інших сортів пива, чим досягається насиченість кольору напою та характерний солодовий смак.

### Пшеничне пиво
Німеччина є однією з небагатьох країн, в яких існують вікові традиції виробництва пшеничного пива, тобто пива, в якому традиційний для пивоваріння ячмінний солод повністю або частково замінений солодом, виготовленим з пшениці. Таке пиво було досить розповсюдженим по всій території Німеччини, однак на сьогодні більшість його різновидів, притаманних північним та центральним регіонам країни, практично зникли. Основна частина сучасного пшеничного пива Німеччини виробляється в її південних регіонах, у федеральних землях Баварія і Баден-Вюртемберг. Пшеничне пиво, що виробляється на території Німеччини, згідно з вимогами законодавства має бути пивом низового бродіння. Зазвичай називається «білим» (нім. Weiße) або просто «пшеничним» (нім. Weizen).

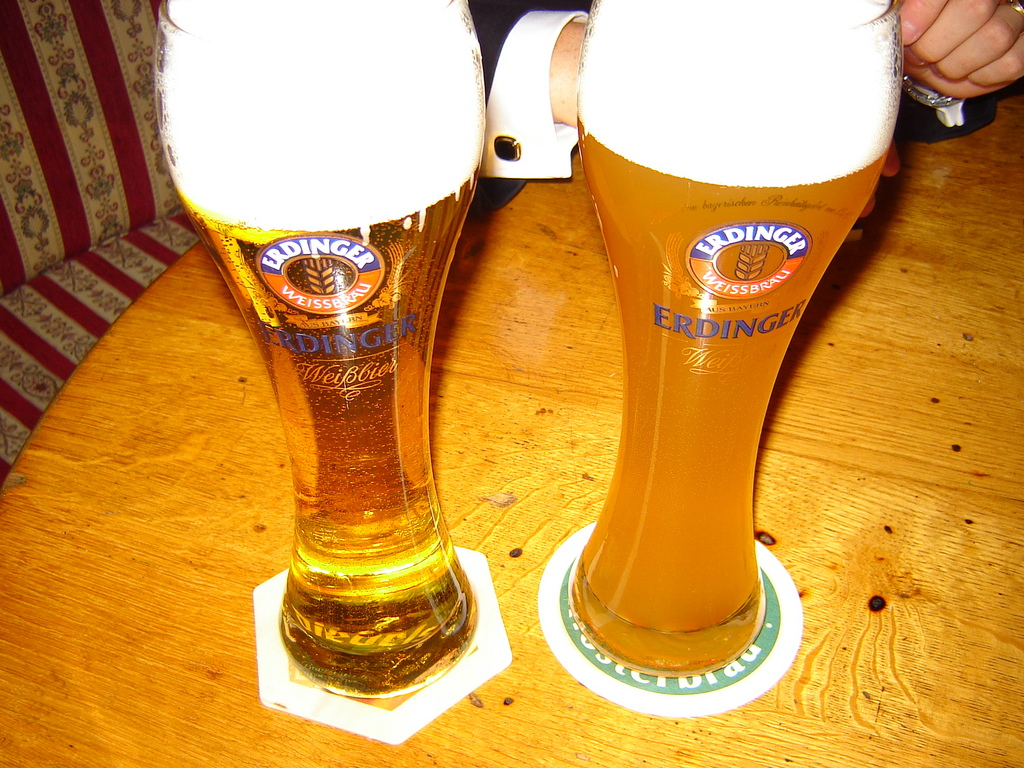
Kristallweizen (ліворуч) та Hefeweizen (праворуч) у фірмових келихах.

Основними підвидами німецького пшеничного пива є:
- Hefeweizen (букв. дріжджове пшеничне) — нефільтроване пиво, тобто пиво, в якому присутні залишки дріжджів, що використовувалися в процесі бродіння, а також пшеничні протеїни. Завдяки цьому напій має мутнуватий вигляд та, іноді досить відчутний, осад.
- Kristallweizen (букв. кришталеве пшеничне) — пшеничне пиво, що було піддане фільтрації, в результаті якої напій позбувся більшості твердих часток та набув прозорості.
- Dunkles Weizen (букв. темне пшеничне) — темне пшеничне пиво, при виробництві якого використовується обсмажений солод, який й обумовлює насичений темний колір напою. Має відчутний присмак каремелізованого цукру.
- Weizenbock (пшеничний бок) — міцний різновид світлого або темного пшеничного пива, вміст алкоголю в якому становить 6,5—8,5%.

Крім південнонімецьких сортів пшеничного пива у значно менших обсягах, але все ж продовжують вироблятися й інші його регіональні різновиди:
- Berliner Weisse (берлінське пшеничне) — пшеничне пиво з низьким вмістом алкоголю (2,5—3,0%) та кислуватим смаком. З кінця XX сторіччя у берлінських барах розповсюдилася тенденція подавати цей сорт пива, додаючи до нього малиновий сироп або сироп з ясменника, в результаті чого маскується природна кислота напою і він набуває відповідно червоного або зеленого кольору.
- Leipziger Gose — традиційне спеціальне пиво Лейпцига, подібне до берлінського різновиду пшеничного пива, однак має більший вміст алкоголю (зазвичай 4,0—5,0%).

Зазначені сорти «кислого пшеничного пива» виробляються шляхом верхового бродіння, до того ж, у випадку лейпцизького різновиду, з додавання солі та коріандру, тобто не відповідають вимогам закону про чистоту пива. Втім їх виробництво офіційно дозволене через статус традиційних локальних пивних стилів.

### Спеціальні сорти

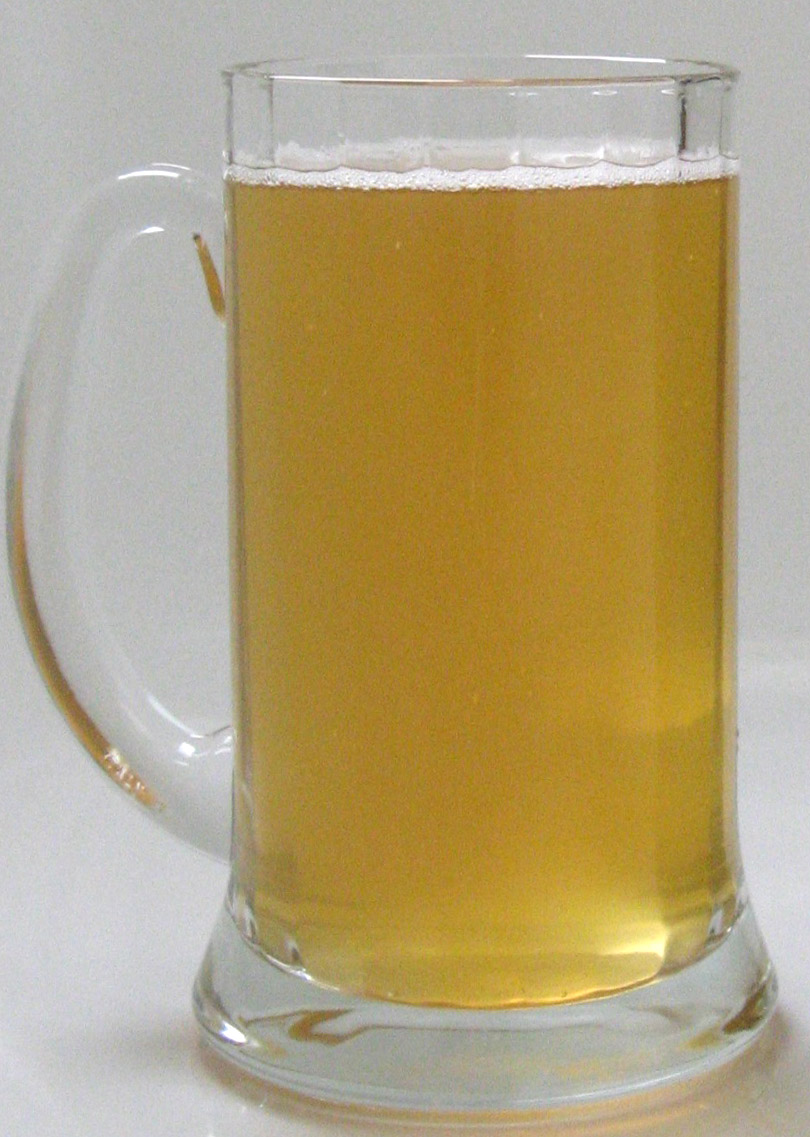
Кухоль нефільтрованого пива келлер.

- Келлер (нім. Kellerbier, букв. «пиво з погреба») — нефільтроване та непастеризоване пиво. Може бути пивом як низового, так й верхового бродіння. Має характерний мутнуватий вигляд, спричинений наявністю залишків дріжджів та часток солоду.
- Копчене пиво (нім. Rauchbier) — темне пиво з характерним «копченим» смаком, який досягається за рахунок використання солоду, підкопченого на відкритому вогні. Історично сорт був досить розповсюдженим через відсутність альтернатив використанню відкритого вогню для сушіння пивоварного солоду. З розвитком пивоварних технологій втратив популярність, наразі де-факто є регіональним сортом міста Бамберга у Франконії, в якому сконцентрована більшість сучасних броварень-виробників копченого пива.
- Житнє пиво (нім. Roggenbier) — пиво, при виробництві якого частина ячмінного солоду замінюється солодом, виробленим з жита. Сорт був досить розповсюдженим у країні до XV сторіччя, після чого надовго опинився «поза законом» через дію указу про чистоту пива. Був відроджений баварськими пивоварами наприкінці XX сторіччя, втім особливої популярності у січасній Німеччині не отримав.

## Торговельні марки та виробники пива
Традиційно німецькі пивоварні були невеликими, зазвичай родинними, підприємствами, що виробляли у невеликих обсягах один або декілька видів пива, притаманних конкретному регіону, та орієнтувалися виключно на місцевих споживачів. Однак поступово відбувався процес укрупнення деяких з цих пивоварень та їх виходу спочатку на загальнонімецький, а згодом й на світовий ринок. В результаті цього процесу, який значно активізувався у другій половині XX сторіччя, утворилася порівняно невелика група виробників, що контролюють левову частку внутрішнього ринку пива. Водночас у країні продовжують існувати сотні невеликих броварень, сукупна кількість виробників пива у Німеччині становить близько 1300 підприємств.
Незважаючи на притаманну німцям відданість локальним видам пива, найбільшим виробником пива країни з 2004 року є броварня Oettinger, що спеціалізується на випуску широкого асортименту пива дешевого цінового сегменту.
| Торгова марка | Обсяги продажів, млн гектолітрів | Місто походження |
| ------------- | -------------------------------- | ---------------- |
| Oettinger     | 6,34                             | Еттінген         |
| Krombacher    | 5,41                             | Кройцталь        |
| Bitburger     | 3.92                             | Бітбург          |
| Warsteiner    | 2,80                             | Варштайн         |
| Veltins       | 2,58                             | Мешеде           |
| Beck's        | 2,57                             | Бремен           |
| Hasseröder    | 2,45                             | Вернигероде      |
| Paulaner      | 2,23                             | Мюнхен           |
| Radeberger    | 1,84                             | Радеберг         |
| Erdinger      | 1,65                             | Ердінг           |